# 藤澤文洋
藤澤 文洋（ふじさわ ふみひろ、1954年 - ）は東京都立国立高等学校英語科教諭。元大リーグ解説者。

## 略歴
宮崎県生まれ。宮崎県立延岡高等学校、東京外国語大学外国語学部英米語学科卒業。
1977年にアメリカ野球愛好会を設立し、1979年以来代表を務めている。
本業は公立高等学校の教員（地方公務員）。東京都立八王子東高等学校教諭を経て、2008年より東京都立国立高等学校英語科教諭。
大学在学中以来アメリカ各地を巡り、すでに廃止された球場を含め、現在までに大リーグ球団の本拠地を40箇所以上訪れている。
アメリカ球界の選手、関係者に知己も多く、これまで、NHK（衛星第1テレビ放送）の大リーグ中継では1987年の放送開始以来解説者を務め、1996年からはスカイパーフェクTV!の解説者などを歴任した。
これ以外にも、2000年からはCBCラジオ「久野誠のドラゴンズワールド」の「スポーツ・オブ・ザ・ワールド」に毎週月曜日に電話で生出演したほか、2003年には大リーグ公式ライセンスサイトMAJOR.JPにコラム「プロスペクト～次代を担う若手選手」を連載した。

## 主な著書

### 単著
- 『メジャーリーグ・スーパースター名鑑』（研究社, 2003年）
- 『やっぱり凄いメジャーリーグ大雑学』（講談社[＋α文庫], 2000年）

### 共著
- （アメリカ野球愛好会）『熱闘!大リーグ観戦事典』（宝島社［宝島社新書］, 2001年）

### 共訳書
- 『大リーグ・スカウティングノート2000』（ザ・マサダ,　2000年）